# Andrachne fragilis
Andrachne fragilis är en emblikaväxtart som beskrevs av Michael George Gilbert och Mats Thulin. Andrachne fragilis ingår i släktet Andrachne och familjen emblikaväxter.
Artens utbredningsområde är Somalia. Inga underarter finns listade i Catalogue of Life.